# Politique en Alberta
 (octobre 2007).
Si vous disposez d'ouvrages ou d'articles de référence ou si vous connaissez des sites web de qualité traitant du thème abordé ici, merci de compléter l'article en donnant les références utiles à sa vérifiabilité et en les liant à la section « Notes et références ».
La politique en Alberta est centrée sur un gouvernement provincial semblable à ceux des autres provinces canadiennes. La capitale provinciale est Edmonton, où résident le premier ministre, le législatif, le lieutenant-gouverneur et le cabinet. L'organe législatif monocaméral — l'Assemblée législative de l'Alberta — contient 87 (depuis l'année 2012) députés. Le gouvernement fonctionne selon le modèle de Westminster. Les revenus de la province, quoique incluant des transferts du gouvernement fédéral, proviennent principalement de la gérance des ressources provinciales. L'Alberta possède un système de gouvernements municipaux semblable aux autres provinces. L'exception la plus importante est que l'Alberta est la seule province du Canada sans une taxe provinciale sur la vente.
La politique albertaine est généralement considérée comme étant plus à droite que celle des autres provinces canadiennes. Le gouvernement provincial a été formé par une série de partis politiques dits de droite durant des décennies, commençant par le Parti du crédit social en 1935, et à partir de 1971 par les progressistes-conservateurs. Cette donne a changé l'espace d'un mandat avec l'élection du parti de gauche NPD, dirigé par Rachel Notley, en 2015.
La stabilité politique de l'Alberta a eu pour conséquence une série de dynasties politiques. De toute son histoire, seulement six partis ont formé le gouvernement, dont aucun n'est revenu au pouvoir après une défaite électorale :
- 1905 à 1921 : Parti libéral de l'Alberta
- 1921 à 1935 : United Farmers of Alberta
- 1935 à 1971 : Parti du crédit social de l'Alberta
- 1971 à 2015 : Parti progressiste-conservateur de l'Alberta
- 2015 à 2019 : Nouveau Parti démocratique de l'Alberta
- 2019 à aujourd’hui : Parti conservateur uni

L'Alberta était le fief de l'ancien Parti réformiste du Canada et de son successeur, l'Alliance canadienne. Ces partis étaient les deuxièmes partis en importance au parlement fédéral de 1997 à 2003, et les plus à droite sur l'échiquier politique canadien durant cette même période. L'Alliance canadienne fusionna avec le Parti progressiste-conservateur fédéral pour former le Parti conservateur du Canada d'aujourd'hui, longtemps dirigé par l'ancien premier ministre Stephen Harper (2006-2015), un natif de l'Ontario qui émigra en Alberta dans les années 1980.
Autant les progressistes-conservateurs provinciaux que les partis réformiste et allianciste reflètent la nature plus conservatrice de l'Alberta sur le plan social, comparée aux autres provinces. Les Albertains s'opposent généralement aux politiques sociales telles que le mariage homosexuel, le contrôle des armes à feu et l'avortement. Les Albertains sont également plus susceptibles d'appuyer la peine de mort, ainsi que des politiques orientées davantage vers l'ordre public.

Drapeau de l'Alberta

Les Albertains éprouvent toujours de la rancune contre le gouvernement fédéral libéral du premier ministre Pierre Elliott Trudeau pour l'imposition du Programme énergétique national (PEN) au début des années 1980. Ils considèrent qu'il s'agissait d'une intrusion du gouvernement fédéral dans un champ de compétence provincial qui a poussé certains à réclamer que leur province se sépare du Canada. Il y a eu quelques montées dans l'intérêt pour l'idée de la séparation de l'Alberta à l'occasion, mais ce mouvement a généralement été considéré comme étant sur la frange politique jusqu'à maintenant. Le PEN fut aboli lorsque le Parti progressiste-conservateur du Canada, mené par Brian Mulroney, fut porté au pouvoir à la suite de l'élection fédérale de 1984.
Les Albertains sont la population la moins taxée au Canada, principalement grâce aux revenus pétroliers considérables de la province. L'Alberta est l'une des deux provinces qui ne reçoivent aucun paiement de péréquation de la part du gouvernement fédéral (l'Ontario est la deuxième). En effet, l'Alberta est la plus grande contributrice au programme qui transfère ces paiements aux provinces plus pauvres afin de s'assurer que toutes les provinces sont capables de fournir des services publics de qualité similaire.